# Wonderland (serie de televisión)
Wonderland es un drama-comedia australiano transmitida del 21 de agosto del 2013 hasta el 20 de mayo del 2015 por la cadena Network Ten.
La serie fue creada por Jo Porter y Sarah Walker, y ha contado con la participación invitada de los actores Guy Edmonds, Gia Carides, John Batchelor, Denise Roberts, Tom O'Sullivan, Catherine Mack, Sandy Winton, Roxane Wilson, Odessa Young, Helen Dallimore, Beau Brady, Megan Gale, Brittany Byrnes y Emma Leonard, entre otros.
El 26 de octubre del 2015 se anunció que la serie había sido cancelada.

## Historia
La serie fue una contemporánea comedia romántica que muestra como los personajes tienen experiencias maravillosas pero también altibajos emocionales.

## Personajes

### Personajes principales
| Actor            | Personaje               | Ocupación                  | N.º de episodios | Duración    |
| ---------------- | ----------------------- | -------------------------- | ---------------- | ----------- |
| Michael Dorman   | Tom Wilcox              | -                          | 44               | 2013 - 2015 |
| Anna Bamford     | Miranda Beaumont        | Fotógrafa y exfarmaceútica | 44               | 2013 - 2015 |
| Tim Ross         | Steve Beaumont          | -                          | 44               | 2013 - 2015 |
| Jessica Tovey    | Dani Varvaris-Beaumont  | -                          | 44               | 2013 - 2015 |
| Ben Mingay       | Rob Duffy               | -                          | 44               | 2013 - 2015 |
| Emma Lung        | Colette Riger-Duffy     | Maestra                    | 44               | 2013 - 2015 |
| Brooke Satchwell | Grace Barnes-dos Santos | Abogada                    | 44               | 2013 - 2015 |
| Glenn McMillan   | Carlos dos Santos       | Estudiante de Ingeniería   | 44               | 2013 - 2015 |
| Tracy Mann       | Maggie Wilcox           | -                          | 44               | 2013 - 2015 |
| Les Hill         | Max Saliba              | -                          | 22               | 2014 - 2015 |

### Personajes recurrentes
| Actor           | Personaje             | Ocupación | N.º de episodios | Duración    |
| --------------- | --------------------- | --------- | ---------------- | ----------- |
| Michael Booth   | Harry Hewitt          | -         | 35               | 2013 - 2015 |
| Peter Phelps    | Warwick Wilcox        | -         | 23               | 2013 - 2015 |
| Simone Kessell  | Sasha Clarke          | -         | 19               | 2013 - 2015 |
| Martin Sacks    | Callan "Cal" Beaumont | -         | 14               | 2014 - 2015 |
| Mia Pistorius   | Jade Montgommery      | -         | 12               | 2013 - 2015 |
| Maggie Dence    | Ruth MacPherson       | -         | 9                | 2013 - 2015 |
| Elise Jansen    | Ava McGuire           | -         | 8                | 2014 - 2015 |
| Sandy Winton    | Liam                  | -         | 8                | 2015        |
| Claire Lovering | Rebecca Morris        | -         | 6                | 2014 - 2015 |
| Kate Raison     | Katharine Barnes      | -         | 3                | 2014 - 2015 |
| Denise Roberts  | Sandra Duffy          | -         | 3                | 2013 - 2015 |
| Odessa Young    | Lucy Wallace          | -         | 3                | 2013 - 2015 |

### Antiguos personajes recurrentes
| Actor           | Personaje       | Ocupación | N.º de episodios | Duración    |
| --------------- | --------------- | --------- | ---------------- | ----------- |
| Ewen Leslie     | Nick Deakin     | -         | 8                | 2014        |
| Dorje Swallow   | The Barista     | -         | 8                | 2013 - 2014 |
| Lydia Sarks     | Leigh Burrows   | -         | 5                | 2014        |
| Roy Billing     | Peter Varvaris  | -         | 4                | 2013, 2014  |
| Helen Dallimore | Bianca Deakin   | -         | 2                | 2014        |
| Kim Knuckey     | Mitchell Barnes | -         | 2                | 2014, 2015  |
| Gia Carides     | Helena          | -         | 2                | 2013, 2015  |

## Episodios
La primera temporada de la serie estuvo conformada por 22 episodios.
La segunda temporada estará conformada por otros 22 episodios.

## Premios y nominaciones
| Año  | Categoría                 | Premio               | Nominada     | Resultado |
| ---- | ------------------------- | -------------------- | ------------ | --------- |
| 2014 | Most Outstanding Newcomer | Graham Kennedy Award | Anna Bamford | Nominada  |

## Producción
En el 2013 se anunció la nueva serie, la cual es creada por Jo Porter y Sarah Walker, y producida por Andy Walker con FremantleMedia Australia.
La música de inicio fue (Come On) Come Inside.
En enero del 2014 se anunció que la serie había sido renovada para una segunda temporada la cual fue estrenada el 15 de octubre del 2014. La segunda parte de la temporada fue transmitida en el 2015.